# Tarec Saffiedine
Tarec Robert Saffiedine (Bruxelas, 6 de setembro de 1986), é um lutador belga de artes marciais mistas, atualmente compete no  Peso Meio Médio do Ultimate Fighting Championship. Saffiedine foi o último Campeão Meio Médio do Strikeforce.

## Títulos
- Strikeforce
  - Campeão Meio Médio do Strikeforce (1 vez, último)

## Cartel no MMA
| Cartel no MMA   |             |            |
| 23 lutas        | 16 vitórias | 7 derrotas |
| Por nocaute     | 1           | 1          |
| Por finalização | 5           | 0          |
| Por decisão     | 10          | 6          |

| Res.    | Cartel | Oponente          | Método                           | Evento                                              | Data       | Round | Tempo | Local                     | Notas                                        |
| ------- | ------ | ----------------- | -------------------------------- | --------------------------------------------------- | ---------- | ----- | ----- | ------------------------- | -------------------------------------------- |
| Derrota | 16-7   | Rafael dos Anjos  | Decisão (unânime)                | UFC Fight Night: Holm vs. Correia                   | 17/06/2017 | 3     | 5:00  | Kallang                   |                                              |
| Derrota | 16-6   | Dong Hyun Kim     | Decisão (dividida)               | UFC 207: Nunes vs. Rousey                           | 30/12/2016 | 3     | 5:00  | Las Vegas, Nevada         |                                              |
| Derrota | 16-5   | Rick Story        | Decisão (unânime)                | UFC Fight Night: Almeida vs. Garbrandt              | 29/05/2016 | 3     | 5:00  | Las Vegas, Nevada         |                                              |
| Vitória | 16-4   | Jake Ellenberger  | Decisão (unânime)                | UFC on Fox: Johnson vs. Bader                       | 30/01/2016 | 3     | 5:00  | Newark, New Jersey        |                                              |
| Derrota | 15-4   | Rory MacDonald    | Nocaute Técnico (socos)          | UFC Fight Night: MacDonald vs. Saffiedine           | 04/10/2014 | 3     | 1:28  | Halifax, Nova Scotia      |                                              |
| Vitória | 15-3   | Hyun Gyu Lim      | Decisão (unânime)                | UFC Fight Night: Saffiedine vs. Lim                 | 04/01/2014 | 5     | 5:00  | Marina Bay                | Luta da Noite.                               |
| Vitória | 14–3   | Nate Marquardt    | Decisão (unânime)                | Strikeforce: Marquardt vs. Saffiedine               | 12/01/2013 | 5     | 5:00  | Oklahoma City, Oklahoma   | Ganhou o Cinturão Meio Médio do Strikeforce. |
| Vitória | 13–3   | Roger Bowling     | Decisão (unânime)                | Strikeforce: Rousey vs. Kaufman                     | 18/08/2012 | 3     | 5:00  | San Diego, California     |                                              |
| Vitória | 12–3   | Tyler Stinson     | Decisão (dividida)               | Strikeforce: Rockhold vs. Jardine                   | 07/01/2012 | 3     | 5:00  | Las Vegas, Nevada         |                                              |
| Vitória | 11–3   | Scott Smith       | Decisão (unânime)                | Strikeforce: Fedor vs. Henderson                    | 30/07/2011 | 3     | 5:00  | Hoffman Estates, Illinois |                                              |
| Derrota | 10–3   | Tyron Woodley     | Decisão (unânime)                | Strikeforce Challengers: Woodley vs. Saffiedine     | 07/01/2011 | 3     | 5:00  | Nashville, Tennessee      |                                              |
| Vitória | 10–2   | Brock Larson      | Decisão (unânime)                | Shark Fights 13                                     | 11/09/2010 | 3     | 5:00  | Amarillo, Texas           |                                              |
| Vitória | 9–2    | Nate Moore        | Nocaute (soco)                   | Strikeforce Challengers: Lindland vs. Casey         | 21/05/2010 | 2     | 1:21  | Portland, Oregon          |                                              |
| Vitória | 8–2    | James Terry       | Decisão (unânime)                | Strikeforce Challengers: Kaufman vs. Hashi          | 26/02/2010 | 3     | 5:00  | San Jose, California      |                                              |
| Derrota | 7–2    | Yoon Dong-Sik     | Decisão (dividida)               | Dream 12: Cage of the Rising Sun                    | 25/10/2009 | 3     | 5:00  | Osaka                     | Luta no Peso Médio.                          |
| Vitória | 7–1    | Seichi Ikemoto    | Decisão (unânime)                | Dream 10: Welter Weight Grand Prix 2009 Final Round | 20/07/2009 | 2     | 5:00  | Saitama                   |                                              |
| Vitória | 6–1    | Mike Arellano     | Finalização (keylock)            | War Gods 5                                          | 30/05/2009 | 1     | 2:44  | Alpine, California        |                                              |
| Vitória | 5–1    | Scott Rose        | Finalização (triângulo de braço) | Long Beach Fight Night 4                            | 04/04/2009 | 1     | 0:58  | Long Beach, California    |                                              |
| Vitória | 4–1    | Rich Bondoc       | Finalização (chave de braço)     | Ultimate Cage Wars 12                               | 27/05/2008 | 1     | 2:18  | Winnipeg, Manitoba        |                                              |
| Vitória | 3–1    | Raymond Jarman    | Decisão (unânime)                | Shooto Belgium: Encounter the Braves                | 15/12/2007 | 3     | 5:00  | Charleroi                 |                                              |
| Vitória | 2–1    | Sebastian Grandin | Finalização (chave de braço)     | Xtreme Gladiators 3                                 | 09/06/2007 | 1     | 2:38  | Paris                     |                                              |
| Derrota | 1–1    | Kamil Uygun       | Decisão (unânime)                | Night of the Gladiators                             | 21/04/2007 | 2     | 5:00  | Brakel                    |                                              |
| Vitória | 1–0    | Guillaume Janvier | Finalização (kimura)             | Shooto Belgium: Consecration                        | 31/03/2007 | 1     | 1:15  | Charleroi                 | Estreia no MMA                               |